# Сакон Након
Сакон Након е една от 76-те провинции на Тайланд. Столицата ѝ е едноименния град Сакон Након. Населението на провинцията е 1 040 766 жители (2000 г. – 17-а по население), а площта 9605,8 кв. км (19-а по площ). Намира се в часова зона UTC+7. Разделена е на 18 района, които са разделени на 125 общини и 1323 села.